# Route 510 (Terre-Neuve-et-Labrador)
Pour les articles homonymes, voir Route 510.
 (novembre 2012).
Si vous disposez d'ouvrages ou d'articles de référence ou si vous connaissez des sites web de qualité traitant du thème abordé ici, merci de compléter l'article en donnant les références utiles à sa vérifiabilité et en les liant à la section « Notes et références ».
La route 510 est une route provinciale de la province canadienne de Terre-Neuve-et-Labrador, entièrement située au Labrador. Elle relie Blanc-Sablon (via la route 138 au Québec) et le reste du détroit de Belle Isle à la route 500 près de Happy Valley-Goose Bay. Elle est appelée la Labrador Coastal Drive.
La première partie commence à la frontière du Québec (Blanc-Sablon) et passe par Red Bay, Mary's Harbour, Port Hope Simpson et se terminait à la jonction avec la route 516 menant à Cartwright avant d'être plus récemment prolongée vers le nord.
La deuxième partie (récente) de 287 km va de la jonction avec la route 516 à la jonction avec la route 500 (Translabradorienne) à proximité de Happy Valley-Goose Bay (qui peut également être rejoint par traversier en passant par la route 516.
Il n'y a pas de station-service sur les 390 derniers kilomètres vers Happy Valley-Goose Bay au nord.
Elle fait partie des routes nordiques et éloignées du réseau routier national du Canada. La section est de la route 138 (Blanc Sablon à Vieux-Fort) est uniquement reliée au reste du réseau routier du Québec par la route 500 (Translabradorienne) et la route 389, et ce, depuis le 16 décembre 2009.

## Repères kilométriques

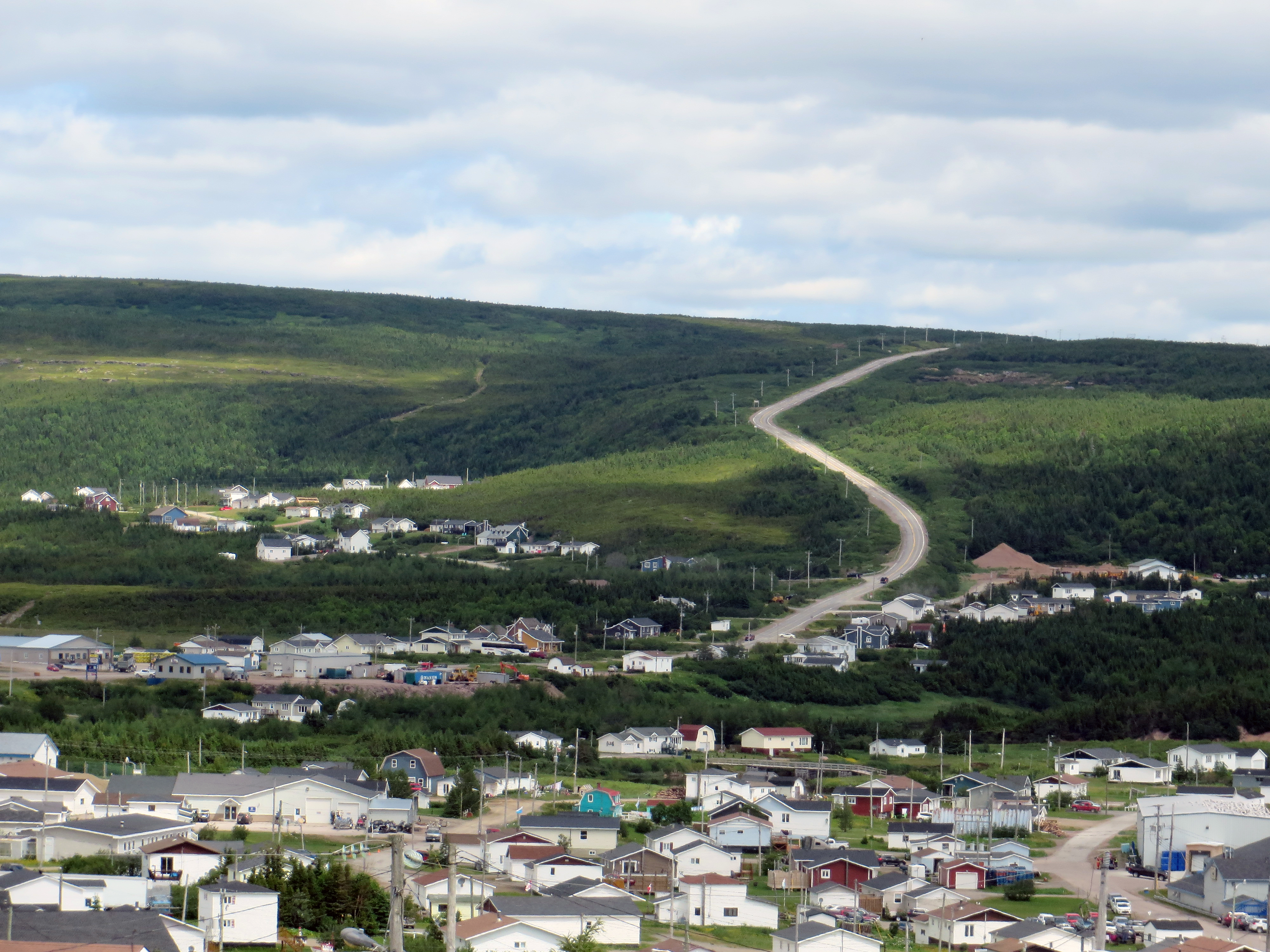
Route 510 entre L'Anse-au-Loup et Pinware.

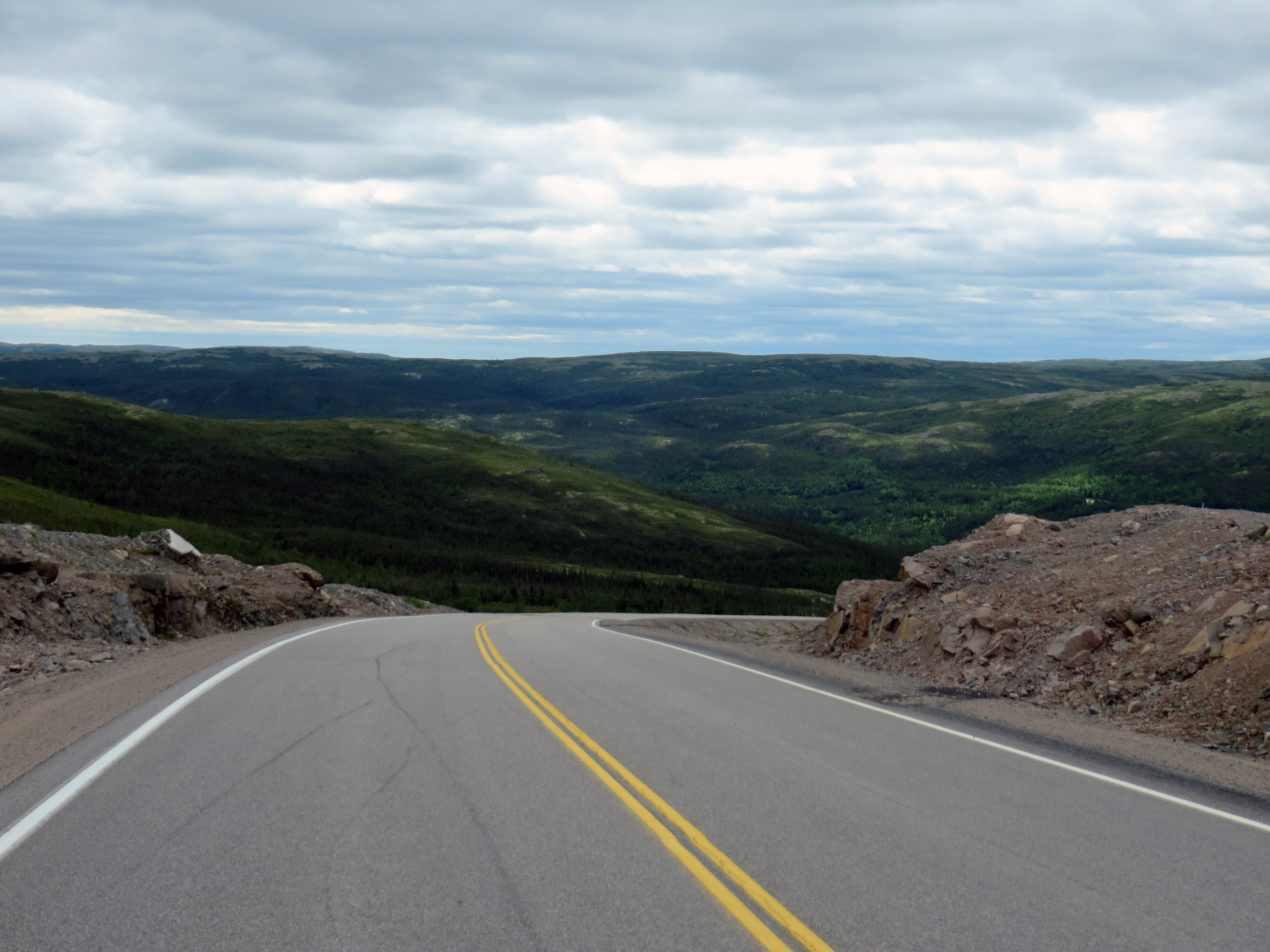
Route 510 entre Pinware et Red Bay.

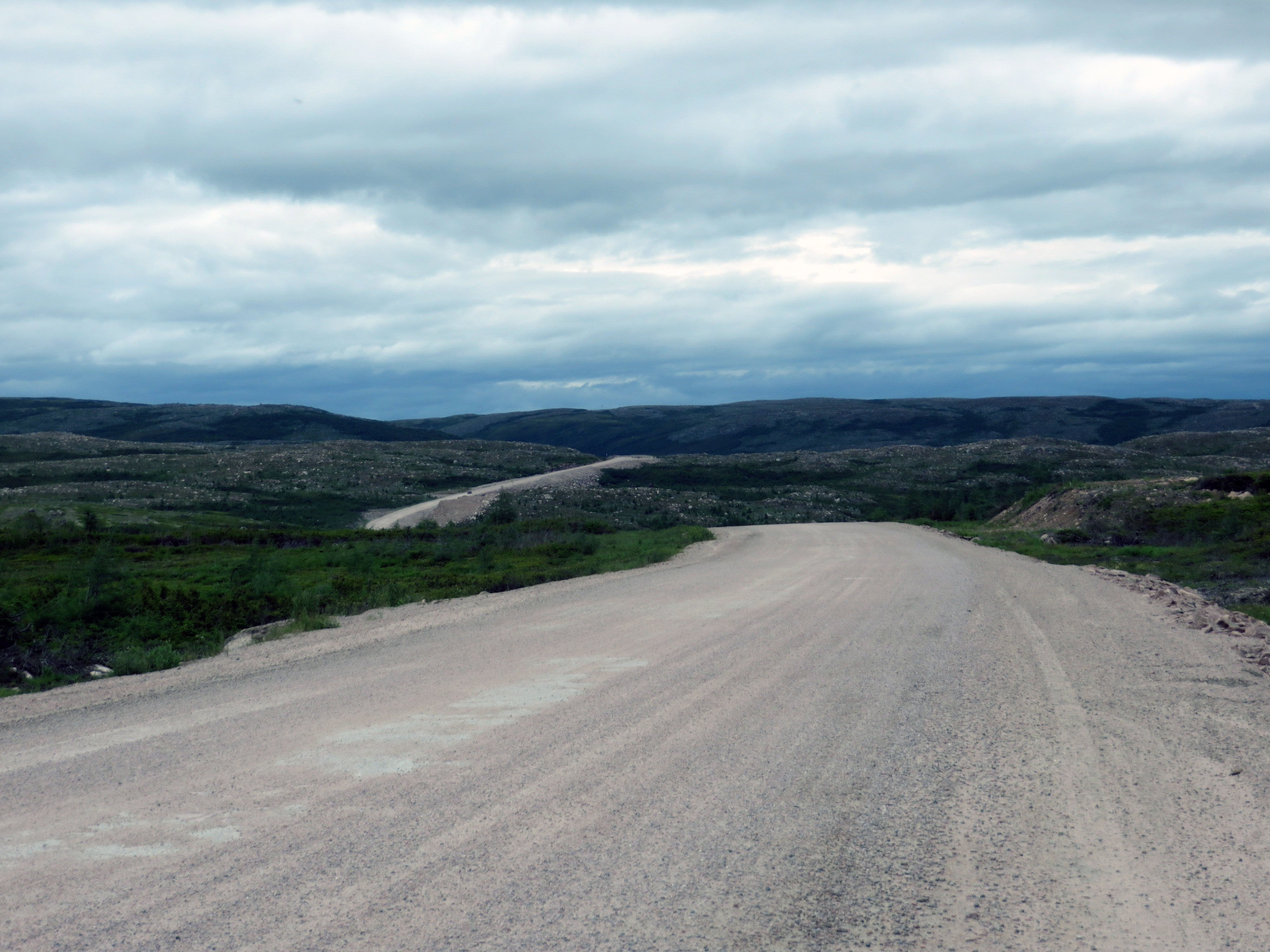
Route 510 entre Red Bay et Port Hope Simpson.

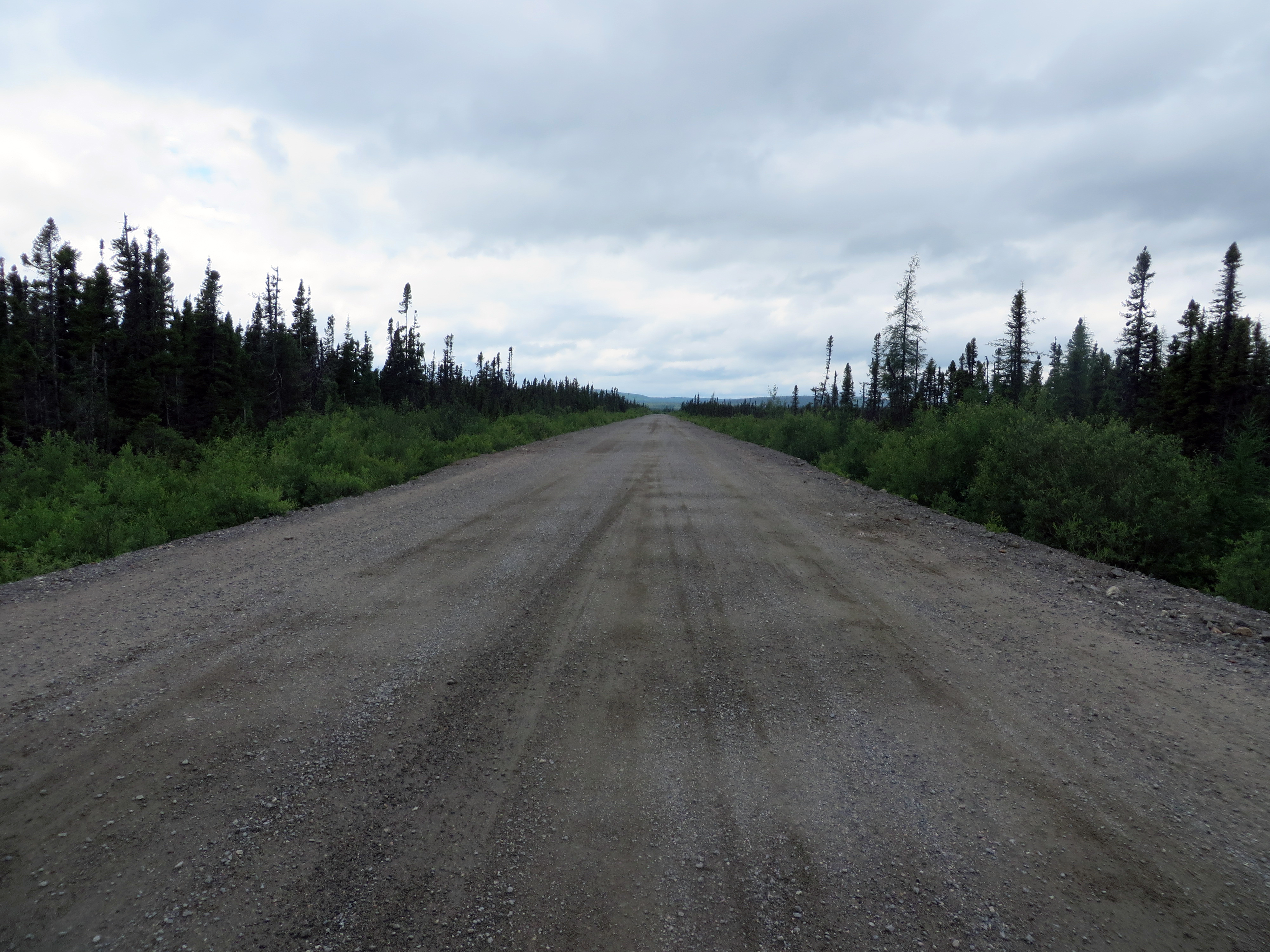
Route 510 entre Port Hope Simpson et Happy Valley-Goose Bay.

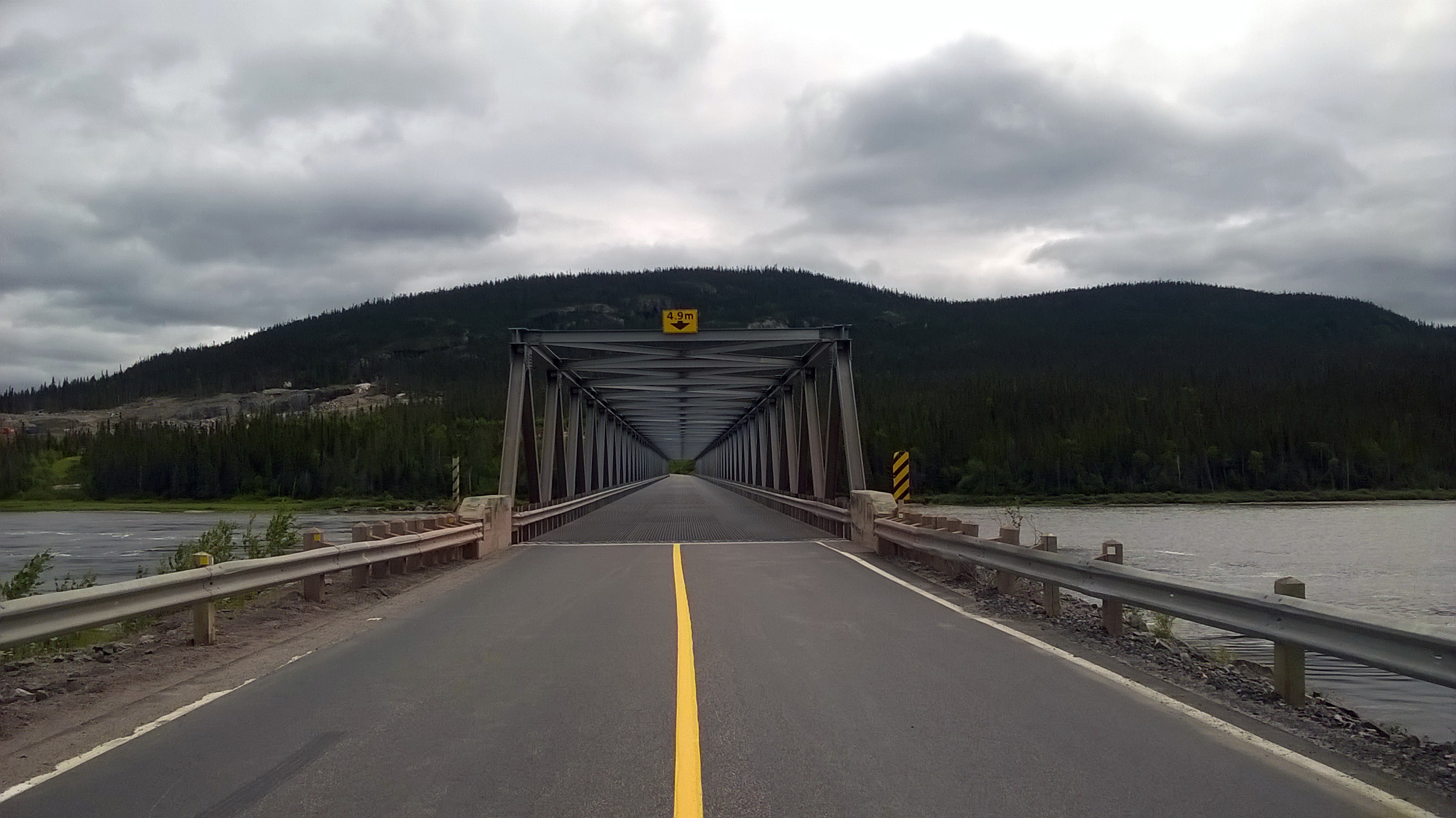
Pont de la route 510 au-dessus du fleuve Churchill.

| Kilomètre | Description                                            | Services                                |
| 0         | Frontière entre Québec et Terre-Neuve-et-Labrador      | ND                                      |
| 0         | Jonction avec la route 138 vers Blanc-Sablon           | Tous les services (2 km)                |
| 4         | L'Anse-au-Clair                                        | Tous les services                       |
| 14        | Forteau                                                | Tous les services                       |
| 28        | L'Anse-au-Loup                                         | Tous les services                       |
| 42        | West St. Modeste                                       | Restaurant et hébergement               |
| 47        | Pinware                                                | Essence et épicerie                     |
| 77        | Red Bay                                                | Tous les services                       |
| 109       | Halte routière                                         | Poubelle                                |
| 118       | Centre d'entretien de la route                         | ND                                      |
| 155       | Lodge Bay                                              | Essence et épicerie                     |
| 155       | Halte routière                                         | Poubelle et table à pique-nique         |
| 165       | Jonction avec la route Lodge Bay vers Mary's Harbour   | Essence, épicerie et restaurant (2 km)  |
| 195       | Jonction avec la route 513 vers St. Lewis              | Essence, épicerie et restaurant (17 km) |
| 216       | Port Hope Simpson                                      | Tous les services                       |
| 220       | Jonction avec la route 514 vers Charlottetown          | Essence, épicerie et restaurant (30 km) |
| 317       | Centre d'entretien de la route                         | ND                                      |
| 319       | Jonction avec la route 516 vers Cartwright             | Tous les services (94 km)               |
| 321       | Halte routière                                         | Poubelle et table à pique-nique         |
| 447       | Camp de travailleuses et travailleurs                  | ND                                      |
| 465       | Centre d'entretien de la route                         | ND                                      |
| 465       | Halte routière                                         | Poubelle et wifi                        |
| 471       | Camp de travailleuses et travailleurs                  | ND                                      |
| 543       | Halte routière                                         | Poubelle                                |
| 596       | Camp du chantier Muskrat Falls                         | ND                                      |
| 603       | Camp du chantier Muskrat Falls                         | ND                                      |
| 606       | Jonction avec la route 500 vers Happy Valley-Goose Bay | Tous les services (5 km)                |
| 606       | Halte routière                                         | Poubelle et table à pique-nique         |